# 김영두 (목회자)
김영두(1952년 8월 28일 ~ )는 대한민국 기독교 목사 겸 대학 교수이다.

## 주요 경력
그는 지난날 MBC-TV 탈렌트 출신이었다가, 갑자기 주님을 강력히 만난 후, 교회 개척을 수행한즉, 대한민국 3곳과 미국 1곳, 총 4곳에 교회를 개척하고, 국제적인 사역자로, 기독교 목회자, 기독교 방송인, 대학 교수이며, 특히 부흥사, 성령사역자, 치유상담사, 기독영화사역자로, 그에 아울러 성령의 수많은 기적과 강력한 치유사역자로, 국내외 수많은 사람들을 치유하며 회복시키고 자유케하며 세우는 그런 특별한 사역에 쓰임을 받는 주님의 종이다.

## 이력
그는 1977년 MBC 문화방송 공채 탤런트 9기로 정식 데뷔하였으며 한때 방훈이라는 예명을 잠시 사용하였다. 그러던 어느날 갑자기 주님을 강력히 만난후 기독교 개종하여 신학 공부를 하고 1990년에 기독교 목사 안수를 받아 그 이후 기독교 목사 부흥사 성령사역자로 강력한 치유와 상담 활동을 하고 있다. 그의 아들도 기독교 목사로 미국 L.A.에서 활약하고 있다.

## 출연작

### TV 드라마
- 1977년 MBC 《수사반장》
- 1977년 MBC 《113 수사본부》
- 1980년 MBC 《전원일기》 ... 청년 기홍이 역(조연)
- 1981년 MBC 《제1공화국》
- 1983년 MBC 《새댁》
- 1983년 MBC 《베스트셀러 극장》
- 1983년 MBC 《조선 왕조 오백년 - 추동궁 마마》 ... 고려 우왕 역(조연)
- 1984년 MBC 《물보라》
- 1984년 MBC 《애처일기》
- 1985년 MBC 《영웅시대》
- 1985년 MBC 《조선 왕조 오백년 - 임진왜란》 ... 소서행장 사위, 대마도 성주(종의지) 역 (조연)
- 1986년 MBC 《겨울꽃》
- 1986년 MBC 《조선 왕조 오백년 - 남한산성》
- 1987년 MBC 《불새》
- 1987년 MBC 《야호》
- 1988년 MBC 《모래성》
- 1989년 MBC 《푸른 계절》